# Gelechia sirotina
Gelechia sirotina is een vlinder uit de familie tastermotten (Gelechiidae). De wetenschappelijke naam is voor het eerst geldig gepubliceerd in 1986 door Omelko.
De soort komt voor in Europa.